# Adolfo III di Berg
Adolfo III di Berg (in tedesco: Adolf III. von Berg; 1175 circa – Damietta, 7 agosto 1218) è stato un nobile tedesco, quarto conte documentato (dal 1164) della contea di Berg, nell'attuale Germania, dal 1198 alla sua morte.

## Origine
Adolfo, secondo la Chronica Albrici Monachi Trium Fontium, era il figlio primogenito del terzo conte documentato della contea di Berg, Engelberto I e di Margherita di Gheldria, che, ancora secondo la Chronica Albrici Monachi Trium Fontium, era sorella del conte di Gheldria, Ottone I, quindi figlia del conte di Gheldria e conte di Zutphen, Enrico I (Gherrit und dye ander Otte) e di Agnese d'Arnstein.
Engelberto I di Berg era il figlio terzogenito del secondo conte documentato della contea di Berg, Adolfo II, come ci viene confermato dal documento n° 401 del Urkundenbuch für die Geschichte des Niederrheins, Volume 1, e della sua seconda moglie, una nipote dell'arcivescovo di Colonia Federico I di Schwarzenburg, come conferma la Chronica Albrici Monachi Trium Fontium, e, che secondo le Europäische Stammtafeln XVIII, 2 e XVI 80a (non consultate), si chiamava Irmgarda ed era figlia di Engelberto di Schwarzenburg.

## Biografia
Nel maggio 1189, suo padre, Engelberto I, partì per la terza crociata al seguito dell'imperatore Federico Barbarossa. La spedizione seguì il corso del Danubio, attraverso i Balcani. Engelberto I morì all'inizio di luglio 1189 vicino a Kubin, nel Banato, vicino all'allora confine ungherese-bizantino (attualmente Kubin si trova in Serbia, nel Distretto di Braničevo). Era il secondo della famiglia a morire durante una crociata; infatti suo fratellastro, Adolfo, era morto il 28 luglio 1148 durante l'assedio di Damasco durante la seconda crociata, come conferma la Chronica regia S. Pantaleonis, non consultata.

Adolfo succedette al padre, Engelberto I, come Adolfo III.
Tra il 1198 ed il 1208, Adolfo fu coinvolto nella guerra intercorsa tra l'Hohenstaufen, Filippo di Svevia, ed il Welfen, Ottone IV di Brunswick. Cambiò schieramento più volte, combattendo sia per il guelfo Ottone IV, figlio di Enrico il Leone, che per lo Staufer Filippo di Svevia, figlio del Barbarossa, infine si schierò col giovane Staufer, Federico II di Svevia, quando, nel 1212, arrivò a Costanza. L'appoggio di Federico II favorì, nel 1216, l'elezione di suo fratello Engelberto ad arcivescovo di Colonia, come ci viene confermato dal Cæsarii Heisterbacensis Catalogus Archiepiscopum Coloniensium 94-1230; il documento n° 67 del Urkundenbuch für die Geschichte des Niederrheins, Volume 2, datato 1217, inerente ad una donazione all'Abbazia d'Altenberg, da parte di Adolfo (Adolfus dei gratia comes de Monte), in suffragio dell'anima del padre (patris nostri Engilberti comitis), conferma che Engelberto è arcivescovo (fratre nostro Engilberto coloniensi episcopo).
Il primo documento che documentò Adolfo conte di Berg (Adolphus divina permissione comes de Berge) è il n° 34 del Urkundenbuch für die Geschichte des Niederrheins, Volume 2, datato 1211, in cui col consenso del fratello Engelberto (fratris nostri Engilberti maioris domus in Colonia prepositi), fece la donazione di un reddito all'abbazia di Siegburg.
Nel 1212 Adolfo prese parte alla crociata albigese contro i Catari. Nel 1215 conquistò il palazzo imperiale di Kaiserswerth (oggi un quartiere di Düsseldorf), in mano ai sostenitori di Ottone IV.
Nel 1217 Adolfo partì per la quinta crociata in  Egitto, dove divenne il comandante delle truppe d'assedio renane e frisone di fronte a Damietta, nel delta del Nilo. Adolfo morì nel suo campo fortificato, il 7 agosto 1218 a causa di un'epidemia.
Gli succedette l'unica figlia, Ermengarda, che aveva sposato il futuro Duca di Limburgo, Enrico IV, con la reggenza dello zio, il fratello di Adolfo, Engelberto, arcivescovo di Colonia; solo dopo la morte di Engelberto, nel 1225, Ermengarda prese possesso della contea assieme al marito, Enrico IV di Limburgo. Con la morte di Adolfo e poi di Engelberto si estinse la linea maschile della casa di Berg.

## Matrimonio e discendenza
Adolfo aveva sposato Berta di Sayn ( † 1244), figlia del conte di Sayn, Enrico II, e di Agnese di Saffenberg, come ci viene confermato dal documento n° CLII della Histoire du Limbourg, vol VI: Codex diplomaticus Valkenburgensis., del 1237, che cita i genitori di Ermengarda: Adolfo (Adolfo III di Berg) e Berta (Berta di Sayn).
Adolfo da Berta ha avuto una figlia:
- Ermengarda (1204 circa † 11, 12/13 agosto, 1248 o 1249), sposata a Enrico IV di Limburgo, Duchessa di Limburgo e contessa di Berg, come conferma il Cæsarii Heisterbacensis Vita sancti Engelberti Archiepiscopi Coloniensis[14].

## Ascendenza
|                        |                        |                       | Genitori             |  |  | Nonni |  |  | Bisnonni         |  |  | Trisnonni |  |
|                        |                        |                       |                      |  |  |       |  |  | Adolfo I di Berg |  |  | …         |  |
|                        |                        |                       |                      |  |  |       |  |  | Adolfo I di Berg |  |  | …         |  |
|                        |                        | …                     |                      |  |  |       |  |  | Adolfo I di Berg |  |  |           |  |
| Adolfo II di Berg      |                        |                       |                      |  |  |       |  |  | Adolfo I di Berg |  |  |           |  |
|                        |                        | Adelaide di Lauffen   | …                    |  |  |       |  |  |                  |  |  |           |  |
|                        |                        | Adelaide di Lauffen   | …                    |  |  |       |  |  |                  |  |  |           |  |
|                        |                        | Adelaide di Lauffen   | …                    |  |  |       |  |  |                  |  |  |           |  |
| Engelberto I di Berg   |                        | Adelaide di Lauffen   |                      |  |  |       |  |  |                  |  |  |           |  |
|                        |                        | …                     | …                    |  |  |       |  |  |                  |  |  |           |  |
|                        |                        | …                     | …                    |  |  |       |  |  |                  |  |  |           |  |
|                        |                        | …                     | …                    |  |  |       |  |  |                  |  |  |           |  |
| Adelaide di Arnsberg   |                        | …                     |                      |  |  |       |  |  |                  |  |  |           |  |
|                        |                        | …                     | …                    |  |  |       |  |  |                  |  |  |           |  |
|                        |                        | …                     | …                    |  |  |       |  |  |                  |  |  |           |  |
|                        |                        | …                     | …                    |  |  |       |  |  |                  |  |  |           |  |
| Adolfo III di Berg     |                        | …                     |                      |  |  |       |  |  |                  |  |  |           |  |
|                        | Gerardo II di Gheldria | Gerardo I di Gheldria |                      |  |  |       |  |  |                  |  |  |           |  |
|                        | Gerardo II di Gheldria | Gerardo I di Gheldria |                      |  |  |       |  |  |                  |  |  |           |  |
|                        | Gerardo II di Gheldria | Clemenza d'Aquitania  |                      |  |  |       |  |  |                  |  |  |           |  |
| Enrico I di Gheldria   | Gerardo II di Gheldria |                       |                      |  |  |       |  |  |                  |  |  |           |  |
|                        |                        | Ermengarda di Zutphen | Ottone II di Zutphen |  |  |       |  |  |                  |  |  |           |  |
|                        |                        | Ermengarda di Zutphen | Ottone II di Zutphen |  |  |       |  |  |                  |  |  |           |  |
|                        |                        | Ermengarda di Zutphen | Giuditta di Arnstein |  |  |       |  |  |                  |  |  |           |  |
| Margherita di Gheldria |                        | Ermengarda di Zutphen |                      |  |  |       |  |  |                  |  |  |           |  |
|                        |                        | Luigi III d'Arnstein  | …                    |  |  |       |  |  |                  |  |  |           |  |
|                        |                        | Luigi III d'Arnstein  | …                    |  |  |       |  |  |                  |  |  |           |  |
|                        |                        | Luigi III d'Arnstein  | …                    |  |  |       |  |  |                  |  |  |           |  |
| Agnese d'Arnstein      |                        | Luigi III d'Arnstein  |                      |  |  |       |  |  |                  |  |  |           |  |
|                        |                        | Guda di Bomeneburg    | …                    |  |  |       |  |  |                  |  |  |           |  |
|                        |                        | Guda di Bomeneburg    | …                    |  |  |       |  |  |                  |  |  |           |  |
|                        |                        | Guda di Bomeneburg    | …                    |  |  |       |  |  |                  |  |  |           |  |
|                        |                        | Guda di Bomeneburg    |                      |  |  |       |  |  |                  |  |  |           |  |

### Fonti primarie
- (LA)  Urkundenbuch für die Geschichte des Niederrheins, Volume 1.
- (LA)  Urkundenbuch für die Geschichte des Niederrheins, Volume 2.
- (LA)  Monumenta Germaniae Historica, tomus XXIII.
- (LA)  Zweiter Band, welcher Urkunden v. J. 800 - 1280, band II.
- (LA)  Fontes rerum Germanicarum, Volume 2.
- (LA)  Histoire du Limbourg, vol VI: Codex diplomaticus Valkenburgensis.
- (NL)  Kronijk van Arent toe Bocop.

### Letteratura storiografica
- Alberico di Troisfontaines, Monumenta Germaniae Historica, Scriptores XXIII
- Annales Rodenses, Monumenta Germaniae Historica, Scriptores XVI
- Annalista Saxo, Monumenta Germaniae Historica, Scriptores VI
- Gesta Trevirorum, Monumenta Germaniae Historica, Scriptores VIII
- Monumenta Germaniae Historica, Diplomata
- REK I-II
- Rheinisches UB
- Hömberg, Geschichte
- Jackman, Counts of Cologne
- Jackman, Criticism
- Klebel, E., Niederösterreich und der Stammbaum der Grafen von Görz und Schwarzburg
- Unsere Heimat, Monatsblatt des Vereins für Landeskunde von Niederösterreich 23, 1952, 111-23
- Kluger, Propter claritatem generis
- Kraus, Entstehung
- Lück, D., Der Avelgau, die erste fassbare Gebietseinteilung an der unteren Sieg, In: Heimatbuch der Stadt Siegburg I. Ed. H. J. Roggendorf. Siegburg, 1964. pp. 223–85
- Lück, D., In pago Tuizichgowe – Anmerkungen zum Deutzgau, Rechtsrheinisches Köln 3 (1977) 1-9
- Milz, Vögte
- Schmale, Anfänge
- Tyroller, Genealogie
- Wunder, G., Die Nichten des Erzbischofs Friedrich von Köln, AHVN 164 (1962) 192-6
- Wunder, G., Die Verwandtschaft des Erzbischofs Friedrich I. von Köln. Ein Beitrag zur abendländischen Verflechtung des Hochadels im Mittelalter, AHVN 166 (1964) 25-54